# Mouvement électoral du peuple (Aruba)
Pour les articles homonymes, voir Mouvement électoral du peuple.
Le Mouvement électoral du peuple (MEP) (Electorale Volksbeweging) est un parti politique d'Aruba. Il est membre de l'Internationale socialiste et de la COPPPAL.
Le parti est membre de l'Internationale socialiste de 1992 à 2014.